# Aasu
Cet article possède un paronyme, voir AASU.
Aasu est un village des Samoa américaines situé sur la côte nord de l'île de Tutuila et à l'ouest de Pago Pago.
Près de ce village, se déroula le Massacre Bay, lors duquel douze membres d'équipage de Jean-François de La Pérouse furent tués.

## Géographie

### Climat
| Mois                                | jan.  | fév.  | mars  | avril | mai   | juin  | jui.  | août  | sep.  | oct. | nov.  | déc.  | année   |
| ----------------------------------- | ----- | ----- | ----- | ----- | ----- | ----- | ----- | ----- | ----- | ---- | ----- | ----- | ------- |
| Précipitations (mm)                 | 587,8 | 524,8 | 437,6 | 458,5 | 494,3 | 361,4 | 363,5 | 396,7 | 424,4 | 509  | 550,4 | 574,8 | 5 683,3 |
| Nombre de jours avec précipitations | 21,2  | 19,4  | 20,6  | 21,7  | 21,7  | 21,3  | 18,9  | 18,6  | 17,1  | 20,3 | 20,8  | 21,7  | 243,2   |

| Diagramme climatique                                  |           |           |           |           |           |           |           |           |         |           |           |
| J                                                     | F         | M         | A         | M         | J         | J         | A         | S         | O       | N         | D         |
| 2010587,8                                             | 2010524,8 | 2010437,6 | 2010458,5 | 2010494,3 | 2010361,4 | 2010363,5 | 2010396,7 | 2010424,4 | 2010509 | 2010550,4 | 2010574,8 |
| Moyennes : • Temp. maxi et mini °C • Précipitation mm |           |           |           |           |           |           |           |           |         |           |           |